# Juego limpio (película de 1996)
 Juego limpio  es una película argentina filmada en colores dirigida por Hebert Posse Amorim sobre su propio guion que se estrenó el 9 de mayo de 1996 y que tuvo como actores principales a María Luisa Robledo, Silvina Rada, Daniel Miglioranza y Luisa Albinoni. El rodaje se fue demorando por razones económicas. Se trató del último filme de Silvina Rada.

## Sinopsis
Un detective extremadamente seductor y de hábitos excéntricos se relaciona con dos damas, de caracteres muy contrastantes, cuando está investigando el secuestro de un empresario japonés.
El detective Boy Díaz (Daniel Miglioranza) recibe el encargo de resolver el secuestro extorsivo ocurrido en el Hotel Bauen de Buenos Aires. Para esto, interroga a Alicia, una mujer que hace beneficencia disfrazada de mendiga (Silvina Rada), y termina generando una relación amorosa. 
Paralelamente, establece también otra relación amorosa con quien lo contrata, Rocío (Luisa Albinoni). Ella trabaja en la empresa que dirige el ciudadano nipón. 
Aunque las intenciones de Alicia son buenas y genuinas, Rocío es diferente: hizo el contacto con Boy Díaz para despistar, pues ella en realidad fue quien orquestó la captura del oriental secuestrado. 
Rocío logra engañar a todos (a la Policía, a los otros miembros de la banda). Ella y Alicia congenian y dan continuidad al triángulo amoroso con Boy Díaz quien, sin olvidar su deber, logra cumplir el cometido de salvar a la víctima del secuestro.
En un nivel metacomunicativo, el guion plantea una reflexión acerca de qué es el bien y qué es el mal.

## Reparto
- María Luisa Robledo
- Silvina Rada
- Daniel Miglioranza
- Luisa Albinoni
- Alfredo Iglesias
- Paola Papini
- Carlos Vanoni
- David Llewellyn
- Horacio Erman
- Jorge Diez
- Juan Aarón
- Leticia Perdigón
- Claudia Ramírez

## Comentarios
El argumento de "Juego Limpio" es original, especialmente por el cruce de culturas que propone. Sin embargo, el film adolece de un raro defecto: el devenir de las sucesivas tomas que se ofrecen al espectador, no logra componer un relato cinematográfico unificado. Tomas muy extensas, un foco muy constante en la extravagante conducta de Boy Díaz, una fotografía desprolija y problemas inocultables de doblaje, rompen la estructura narrativa y el film comunica la sensación de una sucesión constante de tomas y escenas, sin un hilo conductor claro. 
El filme pertenece al género policial, pero prácticamente no tiene escenas de acción. Incluso la captura de los secuestradores es un acting estático y silencioso, que transcurre en dos metros cuadrados de terreno. La obra se inscribe en una matriz de cine underground, casi experimental, que lo hace incompatible con los cánones habituales de las películas del género del que pretende ser parte. Un punto interesante a analizar puede ser, precisamente, el hecho de que es una película de acción que carece de acción. 
La actuación de Alfredo Iglesias y la música de Lito Vitale, esto último especialmente, marcan los puntos más altos de la película. 
En lo que hace a la parte técnica, el film se ajusta a los estándares del género policial, sin mayores singularidades. Sin embargo, en una de las escenas finales hicieron, junto a un avión privado y rodando en exteriores, un interesantísimo efecto especial visual, muy raro en el cine argentino de los años 90.
Concluida la obra, aparece en la pantalla un mensaje de despedida de Boy Díaz (el personaje, no el actor protagonista), en el que invita a los espectadores a citarse en una nueva película. Increíblemente, esta despedida contiene errores gramaticales y hasta de ortografía, lo que deteriora aún más la calidad del producto.
Juan José Minatel en Sin Cortes escribió:

No hay guion, los errores de continuidad son lamentables y el perverso montaje parece obra de Belcebú.

Gustavo J. Castagna en El Amante del Cine  opinó:

Parece un producto casero realizado por alguien pre-amateur. No se respetan las reglas mínimas del lenguaje (es más, uno cree que la película no pasó por la sala de montaje, los actores (o lo que anda por ahí) parece que se aprendieron los parlamentos dos minutos antes de hablar, y la historia, ¿historia?, pretende prodiar al género policial.